# Bryan Roy
Bryan Edward Steven Roy (nacido el 12 de febrero de 1970 en Ámsterdam) es un exdelantero de los Países Bajos que ha jugado en varios clubes de la Eredivisie, la liga italiana, inglesa o la alemana.

## Biografía
Comenzó jugando en las categorías inferiores del Vlug & Vaardig y del FC Blauw-Wit Amsterdam para ser fichado en 1989 por el Ajax Ámsterdam en cuyo equipo estuvo durante varios años. En el año 1992, fichó por el club italiano, US Foggia en el que disputó durante dos años 50 encuentros en los que marcó 14 goles. En 1994 fue fichado para jugar en la Premier League, en el Nottingham Forest. Estuvo en Inglaterra durante tres años en los que jugó 85 partidos en los que marcó 24 goles.
Ya en 1997, fichó por el Hertha BSC para disputar la Bundesliga, y durante los siguientes tres años jugó 50 partidos en los que únicamente anotó 3 goles. Ya en el ocaso de su carrera volvió a la Eredivisie en la temporada 2000/01, jugando para el NAC Breda. 

## Selección nacional
Con la Selección de fútbol de los Países Bajos disputó 32 partidos en los que anotó 9 goles. Con su selección disputó la Copa Mundial de Fútbol de Estados Unidos en 1994.

### Participaciones en Copas del Mundo
| Mundial                        | Sede           | Resultado        |
| ------------------------------ | -------------- | ---------------- |
| Copa Mundial de Fútbol de 1990 | Italia         | Octavos de final |
| Copa Mundial de Fútbol de 1994 | Estados Unidos | Cuartos de final |

### Participaciones en Eurocopas
| Torneo        | Sede   | Resultado   |
| ------------- | ------ | ----------- |
| Eurocopa 1992 | Suecia | Semifinales |

## Clubes
| Club              | País         | Año       |
| ----------------- | ------------ | --------- |
| Ajax              | Países Bajos | 1987-1992 |
| Foggia            | Italia       | 1992-1994 |
| Nottingham Forest | Inglaterra   | 1994-1997 |
| Hertha BSC        | Alemania     | 1997-2000 |
| NAC               | Países Bajos | 2001-2002 |

## Palmarés

### Campeonatos nacionales
| Título     | Club           | País         | Año  |
| ---------- | -------------- | ------------ | ---- |
| Eredivisie | Ajax Ámsterdam | Países Bajos | 1990 |

### Copas internacionales
| Título          | Club           | País         | Año  |
| --------------- | -------------- | ------------ | ---- |
| Copa de la UEFA | Ajax Ámsterdam | Países Bajos | 1992 |

### Distinciones individuales
| Distinción                          | Año  |
| ----------------------------------- | ---- |
| Talento del año en los Países Bajos | 1987 |